# Cymbacephalus bosschei
Cymbacephalus bosschei är en fiskart som först beskrevs av Bleeker, 1860.  Cymbacephalus bosschei ingår i släktet Cymbacephalus och familjen Platycephalidae. Inga underarter finns listade i Catalogue of Life.